# 康定凤仙花
康定凤仙花（学名：Impatiens soulieana）是凤仙花科凤仙花属的植物，是中国的特有植物。分布在中国大陆的四川等地，生长于海拔1,400米至3,000米的地区，一般生于杂木林下、次生灌丛中以及沟边湿处，目前尚未由人工引种栽培。